# Amine Belferar
Amine Belferar, född 16 februari 1991, är en algerisk friidrottare. Han deltog vid olympiska sommarspelen 2016.